# Olkusko-Siewierska (gmina)
Olkusko-Siewierska – dawna zbiorowa gmina wiejska, istniejąca od początku XIX wieku do końca 1949 roku (zniesiona przejściowo w trakcie I i II wojny światowej i tuż po niej) w woj. kieleckim i woj. śląskim. Siedzibą gminy był początkowo Gołonóg, następnie Strzemieszyce. Jednostka obejmowała miejscowości leżące obecnie na terenie miast Dąbrowa Górnicza (Gołonóg, Strzemieszyce, Ząbkowice) i Sosnowiec (Zagórze, Kazimierz Górniczy, Porąbka, Maczki, Niwka). Na uwagę zasługuje fakt, że wbrew nazwie ani Olkusz ani Siewierz nie wchodziły w skład gminy.

## Zabór rosyjski

### Przed reformą gminną (1809–1866)
Początki istnienia gminy przypadają na okres istnienia Księstwa Warszawskiego. Dekret z 23 lutego 1809 roku dopuszczał istnienie gminy zbiorowej, złożonej z kilku przyległych gmin lub gromad. Na zasięg terytorialny gminy wpływ miała tradycja administracyjna (w jej skład weszła większość miejscowości należących niegdyś do Księstwa siewierskiego) oraz czynnik gospodarczy, jakim był rozwój przemysłu na przełomie XVIII i XIX wieku. Zgodnie z ukazem z 30 maja 1818 roku w każdej gminie działał wójt, jako ostatnie ogniwo administracji krajowej, który wykonywał rozkazy rządowe. W gminie zbiorowej w każdej wsi był sołtys. Zgodnie z ukazem z 3 marca 1859 r. ich wyboru wójta i sołtysa dokonywali mieszkańcy wsi spośród siebie, a zatwierdzali naczelnicy powiatowi. Wójt był organem samorządu gminnego i organem wykonawczym administracji rządowej.
Gmina objęła swym zasięgiem prawie całe Zagłębie Dąbrowskie z wyjątkiem części południowej (Będzina, Grodźca, Czeladzi, Sosnowca, Zagórza i Niwki). Siedzibą wójta była od chwili powstania gminy aż do 1864 roku wieś (Stara) Dąbrowa. W okresie Księstwa Warszawskiego gmina leżała w powiecie siewierskim, departamencie krakowskim, następnie weszła w skład Królestwa Polskiego.
W 1816 r. województwo krakowskie podzielono na cztery obwody: kielecki, stopnicki, miechowski i olkuski z komisarzami obwodowymi na czele. Gmina olkusko-siewierska znalazła się w obwodzie olkuskim. W 1842 r. w miejsce zniesionego województwa krakowskiego powstała gubernia kielecka, a obwód olkuski przemianowano na powiat. W latach 1845–1867 gmina olkusko-siewierska znajdowała się w guberni radomskiej i podlegała naczelnikowi powiatu olkuskiego. W tym czasie obejmowała ona swym zasięgiem terytorialnym około 50 miejscowości. Podział gminy na mniejsze jednostki administracyjne nastąpił w roku 1864. 

### Po reformie gminnej (1867–1915)
Gmina Olkusko-Siewierska w nowych granicach powstała 1 stycznia?/13 stycznia 1867 w związku z reformą gminną w Królestwie Polskiem, wprpwadzającą gminy zbiorowej na terenie całego Królestwa Polskiego. Gmina należała do powiatu będzińskiego w guberni piotrkowskiej.
W 1874 roku z gminy Olkusko-Siewierskiej wyłączono Starą Dąbrową, włączając ją do nowo utworzonej gminy Górniczej.
Nazwa gminy olkusko-siewierskiej utrzymała się przy niewielkiej grupie wsi, w skład której weszły: Gołonóg, Ząbkowice, Strzemieszyce Wielkie i Małe, Maczki, Porąbka oraz Niemce. Siedziba gminy przeniesiona została do Strzemieszyc Wielkich, następnie w 1867 roku do Gołonoga, a cała gmina weszła w skład nowo utworzonego powiatu będzińskiego w guberni piotrkowskiej. Ten stan przetrwał aż do 1914 roku.
W 1912 gmina olkusko-siewierska (z siedzibą w Gołonogu) liczyła 26 236 mieszkańców i obejmowała:
- Gołonóg
- Porąbkę
- Strzemieszyce Wielkie
- Strzemieszyce Folwark
- Ząbkowice.

## I wojna światowa
Gmina została zlikwidowana przez okupantów austriackich w latach 1915–1919, kiedy to jej część znalazła się w obrębie nowo utworzonego przez nich powiatu dąbrowskiego, a którą Austriacy przekształcili w gminę Gołonóg, liczącą w 1916 roku 28.790 mieszkańców.
Niewielka północna część gminy Olkusko-Siewierskiej na północ od Kolei Warszawsko-Wiedeńskiej weszła w skład strefy okupacyjnej niemieckiej i reformowanego tam powiatu będzińskiego. Chodziło o rzadko zaludniono obszary Gołonоga (m.in. Łęknice i Piekło) i Ząbkowic (obecnie jest to nowoczesne centrum Ząbkowic koło Domu Kultury, lecz wówczas centrum Ząbkowic znajdowało się po wschodniej części kolei, przy kościele Zesłania Ducha Świętego). Obszary te weszły 27 lutego 1915 w skład gminy Wojkowice Kościelne i wymieniano je tam jako odrębne miejscowości Gołonóg i Zombkowice, mimo że zasadnicze części tych miejscowości znajdowały się pod okupacją austriacką.

## II Rzeczpospolita
Rozporządzeniem MSW z 3 marca 1919 (ogłoszonym 20 marca 1919) utworzonej przez okupantów gminie Gołonóg przywrócono nazwę "olkusko-siewierska" i jej przedwojenne granice. W 1919 roku powstał w woj. kieleckim powiat będzińsko-dąbrowski (przemianowany na będziński) z 23 gminami, w tym Olkusko-Siewierską.
Po wydzieleniu z powiatu będzińskiego w 1924 r. powiatu zawierciańskiego, gmina olkusko-siewierska została jedną z 9 gmin wiejskich Jej urząd znajdował się w Strzemieszycach Wielkich.
W 1928 zajmowała 16 758 mórg i liczyła 37 150 mieszk. Składała się z 7 wsi z koloniami:
- Strzemieszyce Wielkie (z kol. Ciernice, Przełajka, Mojchowizna, Ostrowy i Grabocin)
- Strzemieszyce Małe (z kol. Zakawie i Lipówka)
- Strzemieszyce Folwark
- Gołonóg (z kol. Laski, Tworzeń, Łęknice, Piekło, Stara Wieś, Krasowa, Babia Ława, Zając, Podłosie, Działki, Stacja, Dziewiąty, Trzydziesty i Jamki)
- Ząbkowice (z kol. Starosiedle)
- Porąbka (z kol. Kazimierz, Pekin, Zawodzie, Juliusz, Czarne Morze, Szmejka, Maczki)
- Niemce (z kol. Feliks).

Jak zauważa Wiktor Bronikowski (rok 1929), gmina Olkusko-Siewierska była dziwolągiem, zarówno ze względu na nazwę, jak i na swą wielkość, obejmującą w 1921 roku 37.150 ludzi i 89 km². Ponadto gmina ta miała być podzielona podczas międzywojnia (co zresztą planowano od 50 lat), jednak wykonanie wstrzymano do czasu wybudowania szkół publicznych i dróg, ponieważ po podziale na trzy gminy – jedna z nich miałaby z tym trudności, gdyż zostałaby z ludnością robotniczą bez zakładów przemysłowych (podatki).
31 października 1933 gminę Olkusko-Siewierską podzielono na osiem gromad:
| Lp. | Gromada               | Skład gromady |
| --- | --------------------- | --- |
| 1   | Gołonóg               | 1. kopalnia węgla Albert 2. kolonia Babiaława 3. kolonia Dziewiąty 4. kolonia Działki 5. kopalnia węgla Flora 6. kolonia Jamki 7. kolonia Krasowa 8. kolonia Laski 9. kolonia Łęknice 10. osiedle Pogoria 11. osiedle Piekło 12. kolonia Podlesie 13. osiedle Piaski 14. kolonia Tworzeń 15. osiedle Trzydziesty 16. kolonia Zaiąc 17. wieś Gołonóg |
| 2   | Niemce                | 1. wieś Niemce 2. kolonia Feliks |
| 3   | Porąbka               | 1. wieś Porąbka 2. kolonia Bory 3. kolonia Czarnemorze 4. kopalnia węgla i kolonia Kazimierz 5. kolonia Zawodzie 6. osiedle Szmeika 7. osiedle Pekin 8. kopalnia węgla i osiedle Juliusz |
| 4   | Strzemieszyce Wielkie | 1. kolonia Ciernice 2. kolonia Grabocin 3. kolonia Ostrowy 4. kolonia Przełajka 5. kolonia Sulno 6. osada Szałasowizna 7. wieś Strzemieszyce Wielkie |
| 5   | Strzemieszyce Folwark | 1. wieś Strzemieszyce Folwark 2. fabryka Strem 3. osiedle Mojchowizna |
| 6   | Strzemieszyce Małe    | 1. kolonia Anna 2. kolonia Kawa 3. kolonia Kazdębie 4. kolonia Lipówka 5. kolonia Świerczyna 6. kolonia Zakawie 7. wieś Strzemieszyce Małe |
| 7   | Ząbkowice             | 1. wieś Ząbkowice 2. kolonia Starosiedle |
| 8   | Maczki                | 1. uroczysko Maczki |

## II wojna światowa
Gminę Olkusko-Siewierska zniesiono pod okupacją z dniem 15 marca 1941, tworząc z niej dwie odrębne gminy Strzemieszyce i Gołonóg, natomiast Ząbkowice połączono z obszarem zniesionej gminy Wojkowice Kościelne w nową gminę Ząbkowice (Zombkowitz).
Gmina Gołonóg składała się z jednej gromady (Gołonóg), natomiast gmina Strzemieszyce z siedmiu gromad (z gromady Strzemieszyce Wielkie wyodrębniono nową gromadę Ostrowy):
| Lp. | Gromada | Przewidywana nazwa |
| --- | ------- | ------------------ |
| 1.  | Golonog | Bergenkirch        |

| Lp. | Gromada               | Przewidywana nazwa    |
| --- | --------------------- | --------------------- |
| 1.  | Groß Strzemieszyce    | Strehmen              |
| 2.  | Klein Strzemieszyce   | Strehmenfelde         |
| 3.  | Maczki                | Marktal               |
| 4.  | Niemce                | Deutschhütte          |
| 5.  | Ostrowy (nowa)        | Markwerder            |
| 6.  | Porombka              | Häuerrode             |
| 7.  | Strzemieszyce-Vorwerk | Strzemieszyce-Vorwerk |

## PRL
Po wojnie władze polskie utrzymały podział na gminy Strzemieszyce, Gołonóg i Ząbkowice, jako pozostałości po jednostkach utworzonych za okupacji hitlerowskiej w miejsce dotychczasowej gminy Olkusko-Siewierskiej. W przypadku gminy Strzemieszyce, zachowano utworzoną podczas wojny nową gromadę Ostrowy i utworzono jeszcze dwie nowe, Grabocin (z gromady Strzemieszyce Wielkie) i Kazimierz (z gromady Porąbka). Od 1 grudnia 1945 gmina Strzemieszyce składała się zatem już z 9 gromad, natomiast gmina Gołonóg składała się nadal z tylko jednej gromady:
| Lp. | Gromada               | Uwaga                                        |
| --- | --------------------- | -------------------------------------------- |
| 1.  | Grabocin              | nowa gromada z gromady Strzemieszyce Wielkie |
| 2.  | Kazimierz             | nowa gromada z gromady Porąbka               |
| 3.  | Maczki                |                                              |
| 4.  | Niemce                |                                              |
| 5.  | Ostrowy               | zachowana gromada, utworzona podczas wojny   |
| 6.  | Porąbka               |                                              |
| 7.  | Strzemieszyce Folwark |                                              |
| 8.  | Strzemieszyce Małe    |                                              |
| 9.  | Strzemieszyce Wielkie |                                              |

Jednostka znajdowała się od 18 sierpnia 1945 wraz z całym powiatem będzińskim w woj. śląskim.
Ostatecznie powrócono do przedwojennego nazewnictwa,przywracając nazwę gmina Olkusko-Siewierska w przypadku gminy Strzemieszyce; utrzymano jednak gminy Gołonóg i Ząbkowice.
1 kwietnia 1949 zmieniono wewnętrzny skład gminy Olkusko-Siewierskiej poprzez zmianę nazwy gromady Niemce na Ostrowy Górnicze i zlikwidowanie gromady Ostrowy poprzez włączenie jej do gromady Ostrowy Górnicze, składającej się odtąd ze wsi Ostrowy, wsi Ostrowy Górnicze i kolonii Feliks. Gmina Olkusko-Siewierska składała się od 1 kwietnia 1949 z ośmiu gromad:
| Lp. | Gromada               | Skład gromady | Uwaga |
| --- | --------------------- | --- | --- |
| 1.  | Grabocin              | 1. kolonia Ciernice 2. wieś Grabocin 3. kolonia Czarnemorze                                                                                | |
| 2.  | Kazimierz             | 1. wieś Kazimierz 2. osiedle Szmejka | |
| 3.  | Maczki                | 1. osada Maczki | |
| 4.  | Ostrowy Górnicze      | 1. kolonia Feliks 2. wieś Ostrowy 3. wieś Ostrowy Górnicze                                                                                 | nowa gromada powstała przez połączenie gromad Niemce (która zmieniła nazwę na Ostrowy Górnicze) i Ostrowy |
| 5.  | Porąbka               | 1. kolonia Bory 2. osiedle Juliusz 3. kolonia Pekin 4. wieś Porąbka 5. kolonia Zawodzie                                                    | |
| 6.  | Strzemieszyce Folwark | 1. kolonia Przełajka 2. wieś Strzemieszyce Folwark                                                                                         | |
| 7.  | Strzemieszyce Małe    | 1. kolonia Anna 2. kolonia Kawa 3. kolonia Kazdębie 4. kolonia Lipówka 5. wieś Strzemieszyce Małe 6. kolonia Świerczyna 7. kolonia Zakawie | |
| 8.  | Strzemieszyce Wielkie | 1. osiedle Mojchowizna 2. wieś Strzemieszyce Wielkie 3. kolonia Sulno 4. kolonia Szałasowizna                                              | |

Dopiero 1 stycznia 1950 roku jednostka o nazwie Olkusko-Siewierska zostaje formalnie zniesiona, a jej obszar w składzie z 1949 włączony do nowych gmin Strzemieszyce Wielkie (gromady Grabocin, Strzemieszyce Małe, Strzemieszyce Wielkie i Strzemieszyce Folwark) i Kazimierz (gromady Kazimierz, Maczki, Ostrowy Górnicze i Porąbka); zatwierdzono też formalnie istnienie gmin Gołonóg (gromada Gołonóg) i Ząbkowice (gromada Ząbkowice z dawnej gminy Olkusko-Siewierskiej oraz 10 gromad z formalnie zniesionej gminy Wojkowice Kościelne.